# Соколики (Липецкая область)
Соколики — упразднённая деревня в Данковском районе Липецкой области России. На момент упразднения входила в состав Тепловского сельсовета. Исключена из учётных данных в 2001 г.

## География
Располагалась у края «Деревенского леса», на расстоянии примерно 3 километра (по прямой) к востоку от села Тёплое, административного цнентра сельского поселения.

## История
Деревня упразднена постановлением главы администрации Липецкой области от 09 июля 2001 года № 110.